# Andrés Nieto Carmona
Andrés Nieto Carmona (Villanueva de la Serena, 28 d'abril de 1901-Las Palmas de Gran Canària, 1 de novembre de 1976) va ser un polític, sindicalista i militar espanyol durant el període de la Segona República i la Guerra civil espanyola. Va ser alcalde de Mèrida durant el període 1931-1934, i en la Guerra civil va destacar al capdavant de la seva unitat en la batalla de Terol.

## Biografia
Factor ferroviari de professió, va treballar per a la companyia MZA. Durant la Dictadura de Primo de Rivera es va integrar en el sindicat ferroviari de la UGT per a organitzar als obrers del ferrocarril a Mèrida. Més tard es va afiliar a l'Agrupació Socialista de Mèrida i a les eleccions municipals de 1931 va resultar escollitt regidor d'aquesta ciutat pel PSOE.
Entre octubre de 1931 i juny de 1934 va exercir com a alcalde de Mèrida, realitzant una important labor a la ciutat: va donar suport a la creació de l'Institut d'Higiene Rural, la Biblioteca municipal o el Parador de Turisme, i va emprendre a cap la pavimentació de bona part dels carrers de la ciutat. També va destacar en l'àmbit cultural, impulsant la recuperació de les ruïnes romanes de Mèrida. En 1931 Nieto ja havia fet una petició en aquest sentit al govern de Madrid, encara que sense gaire èxit. Malgrat tot, cap a 1933 s'havia aconseguit recuperar el teatre romà per a la representació d'obres teatrals, fet que es va veure eclipsat amb l'estrena de Medea el 18 de juny d'aquell any, en el qual va constituir un dels esdeveniments culturals més assenyalats de la Segona República.
En 1934 va ser destituït com a alcalde pel Govern Lerroux, encara que seria restituït en el seu lloc després de la victòria del Front Popular en les eleccions de febrer 1936.
Quan es va produir l'esclat de la Guerra civil al juliol de 1936, Nieto es trobava a Madrid, i després de la conquista franquista de Mèrida ja no va tornar a la ciutat. El mes de novembre va tenir una destacada participació en la defensa de la capital al capdavant d'un batalló de la 3a Brigada Mixta, actuació per la qual va arribar a ser proposat per a la concessió de la Placa Llorejada de Madrid. Al febrer de 1937 va ingressar en el Cos de Carabiners, on va ascendir ràpidament al grau de Tinent coronel. També va estar al comandament de la 87a Brigada Mixta, i posteriorment al capdavant de la 40a Divisió. Durant la batalla de Terol va tenir un paper destacat en dirigir a algunes de les forces que van assaltar els últims reductes rebels, després que els republicans s'haguessin fet amb el control de tota la ciutat. Després de l'ocupació de la ciutat, el comandament republicà el va nomenar comandant militar de la plaça. Posteriorment va intervenir amb la seva unitat al front de Llevant. Nieto seria ascendit a coronel al final de la guerra.
Després de la contesa es va exiliar a Gran Bretanya, encara que en els anys 1960 va tornar clandestinament a Espanya.